# Michelangelo Morlaiter
Michelangelo Morlaiter (Venezia, 23 dicembre 1729 – 1806) è stato un pittore e scultore italiano.

## Biografia
Figlio di Giovanni Maria Morlaiter, scultore del Settecento veneziano. Studiò pittura con Jacopo Amigoni; successivamente seguì la maniera di Giovanni Battista Tiepolo, del Piazzetta e di Sebastiano Ricci. Fu uno dei fondatori della Accademia di Belle Arti, con Francesco Maggiotto, suo allievo, e con Giovanni Domenico Tiepolo.

### Opere
A Venezia
- Palazzo Grassi, al suo interno l'imponente scalone è affrescato con gruppi di figure che si affacciano da finte balconate dipinte da Michelangelo Morlaiter.
- Palazzo Michiel dalle Colonne, stucchi nell'interno.
- Gallerie dell'Accademia, sala 18, Venezia premia le belle arti.
- Chiesa di San Bartolomeo, tela per il comparto del soffitto del presbiterio, con San Bartolomeo in gloria.
- Chiesa dell'Angelo Raffaele, alla parete di fondo L'arcangelo Raffaele e Tobiolo e forse nella volta l'Eterno in una gloria di angeli.
- Chiesa di San Moisè, sfondo dell'altare maggiore (angeli)[1] sagrestia San Matteo, San Vincenzo Ferrari, San Carlo Borromeo.

Altri
- Chiesa di San Michele Arcangelo a Candiana, soffitto con scene che riprendono temi biblici e allegorie della salvezza, suddivise in tre parti. Sempre del Morlaiter le finte nicchie raffiguranti otto statue a monocromo grigio, rappresentanti le virtù cardinali[2].
- Chiesa parrocchiale di Biancade, pala con La Beata Vergine ed il Bambino con i Santi Simone e Giuda[3].
- Palazzolo sull'Oglio, nella Chiesa Parrocchiale Incoronazione della Vergine.